# Фрідом (округ Форест, Вісконсин)
Фрідом (англ. Freedom) — місто (англ. town) в США, в окрузі Форест штату Вісконсин. Населення — 324 особи (2020).

## Демографія
Згідно з переписом 2010 року, у місті мешкало 345 осіб у 151 домогосподарстві у складі 103 родин. Було 482 помешкання
Расовий склад населення:
| - 96,5 % — білих - 0,9 % — корінних американців - 0,3 % — азіатів |

До двох чи більше рас належало 2,3 %. Частка іспаномовних становила 0,0 % від усіх жителів.
За віковим діапазоном населення розподілялося таким чином: 19,7 % — особи молодші 18 років, 54,8 % — особи у віці 18—64 років, 25,5 % — особи у віці 65 років та старші. Медіана віку мешканця становила 48,1 року. На 100 осіб жіночої статі у місті припадало 100,6 чоловіків;  на 100 жінок у віці від 18 років та старших — 108,3 чоловіків також старших 18 років.
Середній дохід на одне домашнє господарство  становив 58 798 доларів США (медіана — 45 000), а середній дохід на одну сім'ю — 70 803 долари (медіана — 54 688). Медіана доходів становила 42 250 доларів для чоловіків та 35 833 долари для жінок. За межею бідності перебувало 12,6 % осіб, у тому числі 20,6 % дітей у віці до 18 років та 14,6 % осіб у віці 65 років та старших.
Цивільне працевлаштоване населення становило 133 особи. Основні галузі зайнятості: мистецтво, розваги та відпочинок — 18,0 %, освіта, охорона здоров'я та соціальна допомога — 14,3 %, роздрібна торгівля — 13,5 %.